# Герб Кам'янця-Подільського
Герб Кам'янця́-Поді́льського — герб міста Кам'янця-Подільського Хмельницької області. Затверджений  18 грудня 2012 року рішенням 36 сесії міської ради № 2. Автор - Валентин Бойчук.

## Опис
У лазуровому щиті золоте усміхнене сонце з шістнадцятьма променями, супроводжуване вгорі золотим хрестом. Щит вписаний в декоративний картуш і увінчаний золотою мурованою короною, на який сидить сокіл; над соколом – князівска корона. Щитотримачі: Святий Юрій та Святий Миколай, що стоять на мурованому підніжжі. Герб облямований вінком із зеленого дубового листя з жолудями та золотими квітами. На лазуровій стрічці девіз: "ПІД СОНЦЕМ БОГОМ СТВОРЕНЕ".

## Критика
- Офційно затверджений герб повністю перебуває в російській геральдичній традиції (французький щит замість рекомендованого іспанського для українських гербів, неукраїнський картуш і корона з геральдичної системи Російської Федерації, яка була затверджена Геральдічєскім совєтом 24 березня 2005 року.[2])
- Усміхнене сонце є гербом Поділля, тоді як історичним гербом міста виступає Святий Юрій (Погоня Руська)[3]
- Поточний герб повторює герб Подільської губернії, де до герба Поділля росіянами було додано хрест (ніде не приводиться пояснення його значення). Причому хрест ставиться вище за символ Поділля.
- Девіз "ПІД СОНЦЕМ БОГОМ СТВОРЕНЕ" замінює собою варіант «Сонце світить кожному» («Sol omnis lucet»/«Sol omnis») і фактично легалізує хрест, який до герба додали росіяни.
- Зображення Святого Миколая на гербі є ймовірною помилкою, його мабуть переплутали зі Святим Петром, який дійсно має відношення до геральдики міста[4]

## Історія

### Юрій Змієборець

Герб Кам'янця-Подільського (1374)

З часів руських князів (12 ст) і до 22.01.1796 за герб міста слугувало зображення Святого Юрія, що пробиває списом змія.
За Бартоломієм Папроцьким (1578 p.): Кам'янець носив старовинний герб князів руських — Святого Юрія. Герб походить від руських князів і назва його «Погоня Руська». Від цього герба походить литовський герб «Погоня литовська». Цим гербом користувалися брати Коріатовичі.
Згідно із «Житіями святих», Георгій (Юрій) перемагає змія — словом і хрестом. Проте «в Греції і в слов'янських народів склалося інше трактування цієї легенди, згідно якої він перемагає дракона насамперед силою зброї (ось звідки зображуваний на іконах поєдинок). Звідси ж йде і традиція вважати св. Георгія покровителем воїнів». Тож, як Георгій Змієборець є у християнстві символом безкомпромісної боротьби з сатанинською силою у вигляді змія, так і Кам'янець довгий час виконував ту ж роль. Недаремно у XV–XVIII ст. його називали «антемурале християнум» (тобто, оплотом християнства), оскільки місто активно протидіяло розвою мусульманської (басурманської, читай — сатанинської експансії.
Такий герб Кам'янець уживав аж до кінця XVIII століття. Проте після входження Кам'янця до складу Російської імперії (1793 рік), герб переглянули. І не випадково. Відомо, що зображення Георгія Переможця було центральним у російському гербі, де на грудях двоголового орла змальовували щит з відомим сюжетом. Георгій Переможець був покровителем Москви та князівства Московського, а, отже, більше нікому не був повинен покровительствувати. Чому так вийшло, що і у Москви, і у Кам'янця були ідентичні герби, — сказати важко. Скоріше за все, тут зіграв свою роль випадок.

Згадуючи про спустошливий набіг литовців на ханський улус, який можна асоціювати з Поділлям, Фелікс Шабульдо в монографії «Юго-Западная Русь в составе Великого княжества Литовского» (Київ, 1987 рік) відзначає реакцію на цю подію московських послів у Золотій Орді: 
|                                                                                            | Особое выделение послами в Орде того обстоятельства, что опустошенная, литовскими князьями территория являлась не только ханским улусом, но и отчиной великих князей московских, говорят о том, что подольские события 1346–1347 гг. восприняли в Москве именно таких образом |
| — З монографії Юго-Западная Русь в составе Великого княжества Литовского» (Київ, 1987 рік) | |

### Період трьох гербів

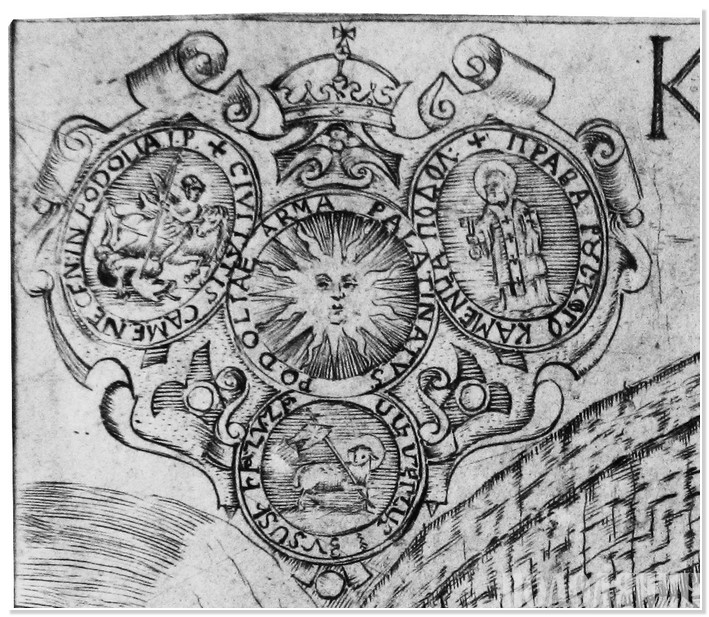
Фрагмент плану ТОМАШЕВИЧА

Коли незабаром після здобуття Кам’янця-Подільського військами Османської імперії (1672 р.) кам’янецький гравер, громадянин міста, Кипріян Томашевич вигравіював вид міста і фортеці за станом на початкові роки турецької влади, то у лівому горішньому кутку гравюри помістив на картуші зображення герба Подільського воєводства в оточенні зображень печаток трьох кам’янецьких юрисдикцій: магдебурзької, руської та вірменської – це за назвами права, яке застосовувалося в трьох частинах міста… Геральдичний картуш К.Томашевича відображав панівний для XVII ст. погляд на Кам’янець як на триєдине місто трьох націй з формально повноцінною і рівноправною емблематикою. Це справді відбилося в одночасному – для певного періоду в історії міста – існуванні тут трьох гербів. Ситуація унікальна для України кінця середньовіччя і початку новожитних часів

### Імперські часи

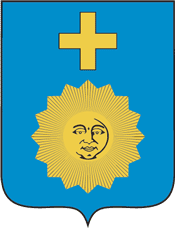
Герб Кам'янця-Подільського (1796)

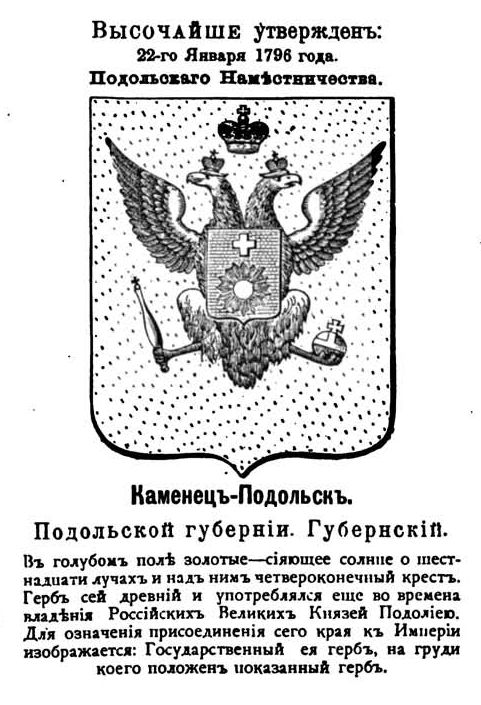
Герб 1796 року з описом з гербовника Павла фон Вінклера.

У гербі Поділля за Російської імперії над сонцем було додано хрестик, а колір щита зі срібного змінено на блакитний.
Герб російського періоду затверджено 22 січня (2 лютого за новим стилем) 1796 року: в лазуровому полі — золоте сяюче сонце з 16 променями, над ним — хрест. Для означення приєднання краю до імперії розміщено на державному російському гербі - двоголовому орлі, а 1856 став окремим гербом губернії із відповідною системою прикрас.

### Радянський версія герба
3(15) лютого 1859 року Борис Кене розробив проект нового герба міста, але його не було затверджено.

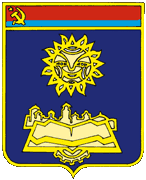
Радянський герб (1967)

У вересні 1966 року міськвиконком оголосив конкурс на створення герба-емблеми міста. 18 лютого 1967 року відбулося засідання журі конкурсу, яке першої і другої премій не присудило й продовжило конкурс до 30 квітня 1967 року. Ескіз герба (художник Дмитро Брик) журі конкурсу схвалило 14 серпня 1967 року, а міськвиконком затвердив 5 вересня 1967 року.
У верхній частині щита радянського герба міста було розміщено червоно-блакитний прапор УРСР із золотими серпом і молотом та золотою зіркою. У центрі щита на темно-синьому тлі золоте усміхнене сонце в шістнадцяти променях — давня емблема Поділля. Нижче — золоте зображення Старої фортеці — пам'ятки архітектури 12—18 століть і символу давньої історії міста. У нижній частині щита зображення розгорнутої книги — символ освіти, що репрезентує місто як культурно-освітній центр, та частина шестерні, що характеризує місто як промислове. Всі зображення та облямівка — золотистого кольору.

### Проєкт Великого герба авторства Напиткіна

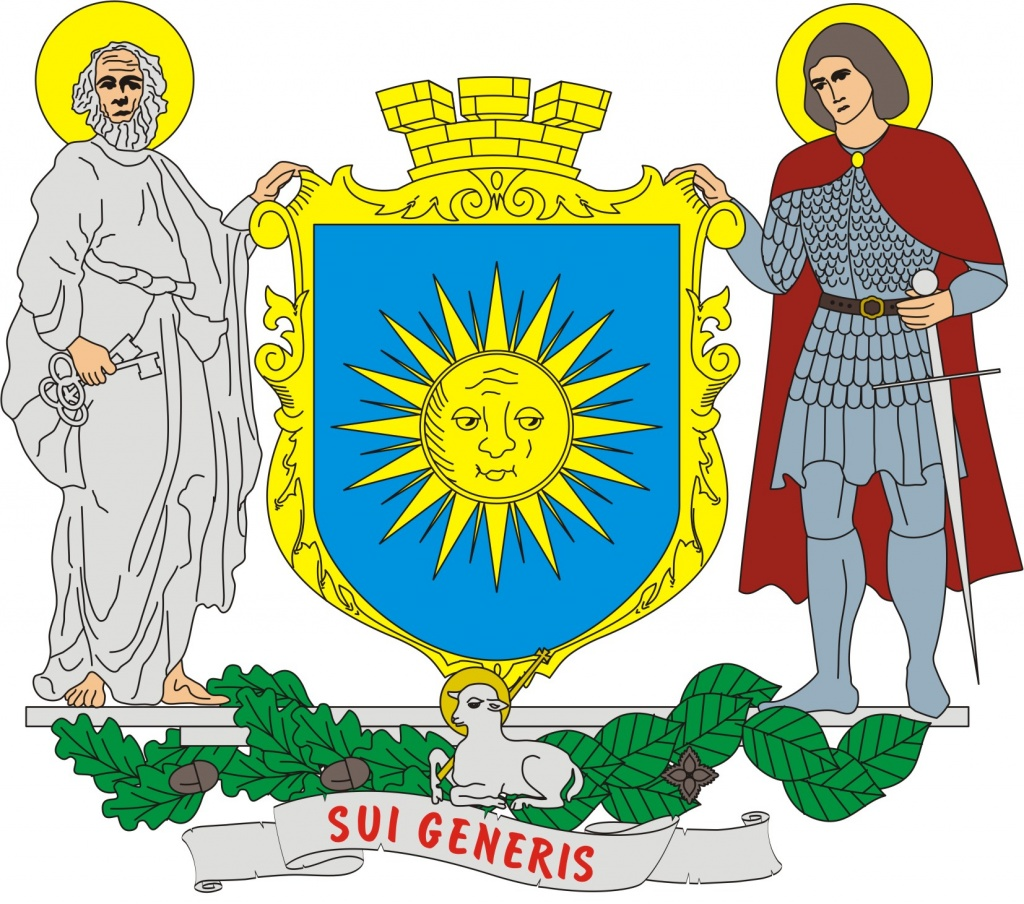
Проєкт Великого герба авторства Напиткіна

### Герб 1995 року

Герб 1995 року

Герб Кам'янця-Подільського (авторства  — Олександр Горбань) затвердила міська рада 21 вересня 1995 року: у лазуровому полі — золоте усміхнене сонце з 16 променями.
В синьому полі золоте усміхнене сонце з шістнадцятьма променями. Цей герб міста — це історичний земельний герб Поділля.
Сяюче сонце з шістнадцятьма променями — нагадує про часи, коли народи світу, в тому числі і наші предки, вшановували небо та небесні світила символічними зображеннями на скелях, стінах печер, на різних предметах. Сонце, як і інші світила, було символом родючості.